# Federico Bisson
Federico Bisson (Montagnana, 23 gennaio 1936 – Padova, 20 dicembre 1998) è stato un triplista italiano.

## Biografia
Nato nel 1936 a Montagnana, in provincia di Padova, a 24 anni ha partecipato ai Giochi olimpici di Roma 1960, nel salto triplo, arrivando 27º nelle qualificazioni con la misura di 14.76 m, non riuscendo ad accedere alla finale, riservata ai primi 15.
Sempre nel 1960 ha stabilito il suo record personale, con 15.60 m.

## Palmarès
| Anno | Manifestazione  | Sede | Evento       | Risultato | Prestazione | Note |
| ---- | --------------- | ---- | ------------ | --------- | ----------- | ---- |
| 1960 | Giochi olimpici | Roma | Salto triplo | 27º (q)   | 14,76 m     |      |